# Багери, Карим
Карим Багери (перс. کريم باقری‎; род. 20 февраля 1974, Тебриз) — иранский футболист, полузащитник, и тренер.

## Клубная карьера

### Ранние годы
Начал свою профессиональную карьеру в 1992 году в клубе «Трактор Сази» из Табриза, с которым провёл 2 сезона. Следующие 2 сезона (1994—1996) провёл в «Кешаварзе». 1 августа 1996 года Карим на правах свободного агента перешёл в «Персеполис». Несмотря на то что он провёл в столичном клубе только один сезон (1996/97), ему это стать чемпионом Ирана и привлечь к себе интерес со стороны многочисленных европейских клубов. И уже через год, 1 августа 1997 года, он подписал контракт с немецкой «Арминией», одновременно со своим товарищем по сборной Али Даеи.

### Европа

#### Германия
Первый сезон за «Арминию» прошёл неудачно — клуб вылетел во Вторую Бундеслигу. Во втором сезоне Багери, играя на позиции либеро, всеми силами помогал клубу вернуться в Бундеслигу и ему это удалось. В том сезоне (1998/99) немецкая газета Kicker включила Карима в сборную года Второй Бундеслиги. Он ещё провёл сезон в «Арминии», но после вновь вернулся в «Персеполис». Не проведя ни одного матча за иранский клуб, он был отдан в аренду в Аль-Наср из ОАЭ.

#### Англия
В это время к нему интерес наблюдал английский «Чарльтон Атлетик» и в итоге был выкуплен им за 400 000 фунтов стерлингов. Смерть отца, международные выступления и травмы мешали ему выступать за «Чарльтон Атлетик». Вот что говорил по этому поводу говорил главный тренер «Чарльтона» Алан Кербишли:
Мы взяли его в качестве прикрытия Кинселла. Багери был хорошим опорным полузащитником с большим телосложения и голевым чутьём. Его количество голов поражает. Он забивал голы почти в каждой игре — это удивительный подвиг для полузащитника. Проблема в том, что у него не находилось время на клуб. После игры против «Ипсвич Тауна» он ушёл в сборную и вернулся оттуда с растяжением паха. Когда его отец умер, ему пришлось вернуться в Иран и после мы не видели его в течение трех недель. Затем он снова получил травму. То одно, то другое. Было жалко мальчика, который умеет играть. Он имел все возможности, для того чтобы хорошо выступать в Англии. Он приветливый парень и с первого дня напарники по клубу имели дружеский настрой с ним. Хотя Карим не говорит по-английски, он учился у одноклубников. У него предоставлялась возможность сыграть за клуб в 12 резервных матчах и забить 6 мячей.
За «Чарльтон Атлетик» Багери удалось сыграть только 15 минут в матче против «Ипсвич Тауна». Несмотря на то что он провёл недолгое время в Англии, ему удалось стать первым иранским футболистом в английской Премьер-лиге. В 2001 году он перешёл в катарский «Ас-Садд».

### Возвращение в «Персеполис»
В 2002 году он решил вернуться в «Персеполис» ещё раз. В сентябре 2006 года, многие думали, что он уйдет из команды после споров с руководством и сотрудниками клуба по поводу финансовыми обязательств клуба и не выплаченной заработной платы. Багери вместо этого был дисциплинированным и остался в команде. С тех пор он зарекомендовал себя как один из величайших персон «Персеполиса» и многие его сравнивают с Али Парвином. В сезоне 2007/08 он был капитаном команды и ему удалось помочь клубу стать чемпионом Ирана после шестилетнего засухи. В сезоне 2008/09 он был травмирован и пропустил много матчей. Он также пропускал матчи из-за разногласий с главным тренером Нелу Вингадой в конце этого же сезона. Он был лучшим бомбардиром команды в сезона 2009-10. Во втором матче Тегеранского Багери забил с далека на 87-й минуте и в итоге «Персеполис» после шести матчей-дерби. Карьеру окончил 1 декабря 2010 года.
Статистика за «Персеполис»
| 198 | 33 | 22 | 10 | 11 | 3 | 231 | 46 |

### Клубная статистика[5][6]
| Клуб         | Клуб                | Клуб              | Лига  | Лига | Кубок              | Кубок              | Континент | Континент | Итог  | Итог |
| Сезон        | Клуб                | Лига              | Матчи | Голы | Матчи              | Голы               | Матчи     | Голы      | Матчи | Голы |
| Иран         | Иран                | Иран              | Лига  | Лига | Кубок Хазфи        | Кубок Хазфи        | Азия      | Азия      | Итог  | Итог |
| ------------ | ------------------- | ----------------- | ----- | ---- | ------------------ | ------------------ | --------- | --------- | ----- | ---- |
| 1992/93      | Трактор Сази        | Лига Азадеган     |       |      |                    |                    | -         | -         |       |      |
| 1993/94      | Трактор Сази        | Лига Азадеган     |       |      |                    |                    | -         | -         |       |      |
| 1994/95      | Кешаварц            | Лига Азадеган     |       |      |                    |                    | -         | -         |       |      |
| 1995/96      | Кешаварц            | Лига Азадеган     |       |      |                    |                    | -         | -         |       |      |
| 1996/97      | Персеполис          | Лига Азадеган     | 20    | 4    | 0                  | 0                  | 4         | 3         | 24    | 7    |
| Германия     | Германия            | Германия          | Лига  | Лига | Кубок Германии     | Кубок Германии     | Европа    | Европа    | Итог  | Итог |
| 1997/98      | Арминия (Билефельд) | Бундеслига        | 18    | 3    | 0                  | 0                  | -         | -         | 18    | 3    |
| 1998/99      | Арминия (Билефельд) | Вторая Бундеслига | 22    | 2    | 3                  | 1                  | -         | -         | 25    | 3    |
| 1999/00      | Арминия (Билефельд) | Бундеслига        | 11    | 1    | 1                  | 0                  | -         | -         | 12    | 1    |
| Катар        | Катар               | Катар             | Лига  | Лига | Кубок эмира Катара | Кубок эмира Катара | Азия      | Азия      | Итог  | Итог |
| 1999/00      | Ас-Садд             | Лига звёзд Катара | 8     | 4    | 0                  | 0                  | -         | -         | 8     | 4    |
| Англия       | Англия              | Англия            | Лига  | Лига | Кубок Англии       | Кубок Англии       | Европа    | Европа    | Итог  | Итог |
| 2000/01      | Чарльтон Атлетик    | Премьер-лига      | 1     | 0    | 0                  | 0                  | -         | -         | 1     | 0    |
| Катар        | Катар               | Катар             | Лига  | Лига | Кубок эмира Катара | Кубок эмира Катара | Азия      | Азия      | Итог  | Итог |
| 2001/02      | Ас-Садд             | Лига звёзд Катара | 11    | 5    | 0                  | 0                  | 4         | 0         | 15    | 5    |
| Иран         | Иран                | Иран              | Лига  | Лига | Кубок Хазфи        | Кубок Хазфи        | Азия      | Азия      | Итог  | Итог |
| 2002/03      | Персеполис          | Иранская Про-лига | 9     | 0    | 4                  | 3                  | 3         | 0         | 16    | 3    |
| 2003/04      | Персеполис          | Иранская Про-лига | 20    | 3    | 4                  | 3                  | -         | -         | 24    | 6    |
| 2004/05      | Персеполис          | Иранская Про-лига | 28    | 2    | 1                  | 0                  | -         | -         | 29    | 2    |
| 2005/06      | Персеполис          | Иранская Про-лига | 23    | 0    | 3                  | 0                  | -         | -         | 26    | 0    |
| 2006/07      | Персеполис          | Иранская Про-лига | 13    | 2    | 2                  | 0                  | -         | -         | 15    | 2    |
| 2007/08      | Персеполис          | Иранская Про-лига | 26    | 3    | 2                  | 1                  | -         | -         | 28    | 4    |
| 2008/09      | Персеполис          | Иранская Про-лига | 29    | 9    | 1                  | 0                  | 4         | 0         | 34    | 9    |
| 2009/10      | Персеполис          | Иранская Про-лига | 22    | 10   | 5                  | 3                  | -         | -         | 27    | 13   |
| 2010/11      | Персеполис          | Иранская Про-лига | 8     | 0    | 0                  | 0                  | 0         | 0         | 8     | 0    |
| Итог         | Иран                | Иран              | 291   | 46   |                    |                    | 11        | 3         |       |      |
| Итог         | Германия            | Германия          | 51    | 6    | 4                  | 1                  | -         | -         | 55    | 7    |
| Итог         | Катар               | Катар             | 19    | 9    | 0                  | 0                  | 4         | 0         | 23    | 9    |
| Итог         | Англия              | Англия            | 1     | 0    | 0                  | 0                  | -         | -         | 1     | 0    |
| Итог карьеры | Итог карьеры        | Итог карьеры      | 362   | 61   |                    |                    | 15        | 3         |       |      |

## Карьера за сборную
Дебют за сборную Ирана состоялся 3 июня 1993 года в матче Кубка ОЭС против сборной Пакистана. В этом же матче Кариму удалось забить гол. Был в составе сборной на Кубке Азии 1996 года в Саудовской Аравии, где Иран взял бронзовые награды.
Хорошую известность получил после стыковых матчей против сборной Австралии за выход на чемпионат мира 1998 года во Франции. Первый матч прошёл в Тегеране и закончился со счётом 1-1. Во втором матче Австралия на 48-й минуте выигрывала со счётом 2-0. Багери на 71-й минуте сократил растование до 1 гола, а на 75-й минуте, его напарник по сборной Ходадад Азизи, сравнял счёт. Матч так и окончился ничьей 2-2 и эта ничья позволила Ирану выйти на мундиаль.
Он также участвовал на летних Азиатских играх 1998 года в Бангкоке (Таиланд), где Иран выиграл золото, а Кариму удалось забить гол в финале. Один из лучших его голов считается гол в ворота Южной Кореи в матче четвертьфинала Кубке Азии 2000 года в Ливане.

### Рекорд
2 июня 1997 года он забил семь раз в ворота сборной Мальдив. Это стало повторением рекорда Гарри Коула, который 14 августа 1981 года также забил 7 голов в ворота сборной Фиджи. Но оба они были побиты австралийцем Арчи Томпсоном, который 13 раз забил в ворота Американского Самоа.

### Досрочный выход на пенсию
Он ушёл из сборной, сыграв 80 матчей и забив 47 голов, после неудачной игры со сборной Ирландии в стыковых матчах за выход на чемпионат мира 2002 года. Он был призван в сборную снова вскоре после чемпионат мира 2006 года, но он сказал, что не будет участвовать, так как он ушёл из международного футбола и не имеет никаких планов по возвращению.

### Возвращение
9 октября 2008 года главный тренер сборной Али Даеи заявил, что из-за травмы Андраник Теймуряна Багери будет вызван в сборную ещё раз. 9 ноября 2008 года в товарищеском матче против сборной Катара, он в очередной раз оказался в составе сборной после почти семь лет перерыва. Ему дали его номер в сборной — 6. Он сыграл множества важнейших матчей на квалификации на ЧМ-2010, таких как против ОАЭ и Южной Кореи. Он снова был приглашен тренером сборной Афшином Готби, но он заявил на иранском телеканале, что возвращался только из-за того, что сборной руководил его приятель Али Даеи.

### Завершение
Матч против сборной Бразилии 2 октября 2010 года, проходивший в Абу-Даби (ОАЭ), стал последним для Багери за сборную Ирана.

### Голы за сборную
| #  | Дата             | Место                                | Соперник          | Счёт | результат | Турнир                  |
| -- | ---------------- | ------------------------------------ | ----------------- | ---- | --------- | ----------------------- |
| 1  | 3 июня 1993      | «Азади», Тегеран                     | Пакистан          | 3:0  | 5:0       | Кубок ОЭС 1993          |
| 2  | 24 апреля 1996   | Олимпийский стадион, Ашхабад         | Туркменистан      | 1:1  | 1:1       | Товарищеский матч       |
| 3  | 26 апреля 1996   | Олимпийский стадион, Ашхабад         | Туркменистан      | 1:0  | 1:0       | Товарищеский матч       |
| 4  | 10 июня 1996     | «Азади», Тегеран                     | Непал             | 1:0  | 8:0       | Квалификация на КА 1996 |
| 5  | 10 июня 1996     | «Азади», Тегеран                     | Непал             | 5:0  | 8:0       | Квалификация на КА 1996 |
| 6  | 12 июня 1996     | «Азади», Тегеран                     | Шри-Ланка         | 5:0  | 8:0       | Квалификация на КА 1996 |
| 7  | 17 июня 1996     | «Бошар», Маскат                      | Шри-Ланка         | 1:0  | 4:0       | Квалификация на КА 1996 |
| 8  | 17 Июня 1996     | «Бошар», Маскат                      | Шри-Ланка         | 2:0  | 4:0       | Квалификация на КА 1996 |
| 9  | 17 июня 1996     | «Бошар», Маскат                      | Шри-Ланка         | 3:0  | 4:0       | Квалификация на КА 1996 |
| 10 | 19 июня 1996     | Бошар», Маскат                       | Непал             | 2:0  | 4:0       | Квалификация на КА 1996 |
| 11 | 19 июня 1996     | «Бошар», Маскат                      | Непал             | 3:0  | 4:0       | Квалификация на КА 1996 |
| 12 | 21 июня 1996     | «Бошар», Маскат                      | Оман              | 2:1  | 2:1       | Квалификация на КА 1996 |
| 13 | 7 декабря 1996   | «Аль-Мактум», Дубай                  | Саудовская Аравия | 1:0  | 3:0       | КА 1996                 |
| 14 | 16 декабря 1996  | «Аль-Мактум», Дубай                  | Республика Корея  | 1:1  | 6:2       | КА 1996                 |
| 15 | 2 июня 1997      | «Аль-Аббасийин», Дамаск              | Мальдивы          | 1:0  | 17:0      | Квалификация на ЧМ 1998 |
| 16 | 2 июня 1997      | «Аль-Аббасийин», Дамаск              | Мальдивы          | 2:0  | 17:0      | Квалификация на ЧМ 1998 |
| 17 | 2 июня 1997      | «Аль-Аббасийин», Дамаск              | Мальдивы          | 3:0  | 17:0      | Квалификация на ЧМ 1998 |
| 18 | 2 июня 1997      | «Аль-Аббасийин», Дамаск              | Мальдивы          | 10:0 | 17:0      | Квалификация на ЧМ 1998 |
| 19 | 2 июня 1997      | «Аль-Аббасийин», Дамаск              | Мальдивы          | 12:0 | 17:0      | Квалификация на ЧМ 1998 |
| 20 | 2 июня 1997      | «Аль-Аббасийин», Дамаск              | Мальдивы          | 13:0 | 17:0      | Квалификация на ЧМ 1998 |
| 21 | 2 июня 1997      | «Аль-Аббасийин», Дамаск              | Мальдивы          | 16:0 | 17:0      | Квалификация на ЧМ 1998 |
| 22 | 4 июня 1997      | «Аль-Аббасийин», Дамаск              | Кыргызстан        | 1:0  | 7:0       | Квалификация на ЧМ 1998 |
| 23 | 4 июня 1997      | «Аль-Аббасийин», Дамаск              | Кыргызстан        | 2:0  | 7:0       | Квалификация на ЧМ 1998 |
| 24 | 9 июня 1997      | «Азади», Тегеран                     | Кыргызстан        | 2:1  | 3:1       | Квалификация на ЧМ 1998 |
| 25 | 11 июня 1997     | «Азади», Тегеран                     | Мальдивы          | 2:0  | 9:0       | Квалификация на ЧМ 1998 |
| 26 | 11 июня 1997     | «Азади», Тегеран                     | Мальдивы          | 5:0  | 9:0       | Квалификация на ЧМ 1998 |
| 27 | 17 августа 1997  | «Варсити», Торонто                   | Канада            | 1:0  | 1:0       | Товарищеский матч       |
| 28 | 13 сентября 1997 | «Цзиньчжоу», Далянь                  | Китай             | 1:2  | 4:2       | Квалификация на ЧМ 1998 |
| 29 | 19 сентября 1997 | «Азади», Тегеран                     | Саудовская Аравия | 1:1  | 1:1       | Квалификация на ЧМ 1998 |
| 30 | 26 сентября 1997 | Национальный стадион Кувейта, Кувейт | Кувейт            | 1:1  | 1:1       | Квалификация на ЧМ 1998 |
| 31 | 3 октября 1997   | «Азади», Тегеран                     | Катар             | 2:0  | 3:0       | Квалификация на ЧМ 1998 |
| 32 | 3 октября 1997   | «Азади», Тегеран                     | Катар             | 3:0  | 3:0       | Квалификация на ЧМ 1998 |
| 33 | 17 октября 1997  | «Азади», Тегеран                     | Китай             | 3:0  | 4:1       | Квалификация на ЧМ 1998 |
| 34 | 29 ноября 1997   | «Мельбурн Крикет Граунд», Мельбурн   | Австралия         | 1:2  | 2:2       | Квалификация на ЧМ 1998 |
| 35 | 10 декабря 1998  | «Супхачаласай», Бангкок              | Таджикистан       | 4:0  | 5:0       | ЛАИ 1998                |
| 36 | 12 декабря 1998  | «Раджамангала», Бангкок              | Китай             | 2:1  | 2:1       | ЛАИ 1998                |
| 37 | 19 декабря 1998  | «Раджамангала», Бангкок              | Кувейт            | 1:0  | 2:0       | ЛАИ 1998                |
| 38 | 9 июня 2000      | «Азади», Тегеран                     | Македония         | 1-0  | 3-1       | Товарищеский матч       |
| 39 | 12 октября 2000  | Олимпийский стадион Ливана, Бейрут   | Ливан             | 1:0  | 4:0       | КА 2000                 |
| 40 | 23 октября 2000  | Стадион им. Камиля Шамуна», Триполи  | Республика Корея  | 1:0  | 1:2       | КА 2000                 |
| 41 | 24 ноября 2000   | «Тахити», Табриз                     | Гуам              | 2:0  | 19:0      | Квалификация на ЧМ 2002 |
| 41 | 24 ноября 2000   | «Тахити», Табриз                     | Гуам              | 3:0  | 19:0      | Квалификация на ЧМ 2002 |
| 43 | 24 ноября 2000   | «Тахити», Табриз                     | Гуам              | 4:0  | 19:0      | Квалификация на ЧМ 2002 |
| 44 | 24 ноября 2000   | «Тахити», Табриз                     | Гуам              | 5:0  | 19:0      | Квалификация на ЧМ 2002 |
| 45 | 24 ноября 2000   | «Тахити», Табриз                     | Гуам              | 6:0  | 19:0      | Квалификация на ЧМ 2002 |
| 46 | 24 ноября 2000   | «Тахити», Табриз                     | Гуам              | 7:0  | 19:0      | Квалификация на ЧМ 2002 |
| 47 | 31 октябрь 2001  | «Эль-Нухайан Стэдиум», Абу-Даби      | ОАЭ               | 2:0  | 3:0       | Квалификация на ЧМ 2002 |
| 48 | 19 ноября 2008   | «Аль-Мактум», Дубай                  | ОАЭ               | 1:1  | 1:1       | Квалификация на ЧМ 2010 |
| 49 | 2 января 2009    | «Азади», Тегеран                     | Китай             | 2:0  | 3:1       | Товарищеский матч       |
| 50 | 9 января 2009    | «Азади», Тегеран                     | Сингапур          | 2:0  | 6:0       | Квалификация на КА 2011 |

## Достижения

### Клубные
Персеполис 
- Чемпион Ирана: 1996/97, 2007/08
- Обладатель Кубка Ирана: 2009/10, 2010/11

 Арминия (Билефельд) 
- Чемпион Второй Бундеслиги: 1998/99

 Ас-Садд 
- Победитель Арабской лиги чемпионов: 2001

### Сборная
- Призёр Летних Азиатских игр 1998